# Бузковий кристал
«Бузковий кристал (Записки Олексія Курбатова)» (рос. Сиреневый кристалл (Записки Алексея Курбатова)) — науково-фантастичний роман російського та українського радянського письменника Олександра Меєрова 1965 року.
У романі на основі наукових уявлень 60-х років ХХ століття розповідається про виявлення на землі слідів перебування іншопланетної кремнійорганічної цивілізації та спробу контакту з нею.

## Сюжет
Уродженець південного архіпелагу Паутоо на ім'я Дагір привіз до Амстердама бузковий кристал невідомого походження. Кристал дуже гарний і відрізняється від інших дорогоцінних каменів, тому Дагір бажає продати його представникам якоїсь ювелірної компанії. Каменем з метою отримання прибутку зацікавились також хімічні концерни Нума Ченснеппа і Отена Карта. У результаті острів'янин вирішив продати камінь представникам амстердамської ювелірної компанії, які вирішили перепродати його на аукціоні, найімовірніше представнику одного з хімічних концернів. На аукціон з метою вивчення походження каменя прибуває також радянський учений Олексій Курбатов. Зе до продажу на Дагіра кілька разів вчинив напад якийсь невідомий предмет у формі огірка. На аукціоні камінь продають представникам концерну Нума Ченснеппа. Але після його продажу кілька огіркоподібних предметів атакували спеціальну машину для перевезення дорогоцінностей, у якій перевозили бузковий кристал. Їм вдалося підняти спецмашину в повітря та відлетіти з нею на велику відстань за межі міста, де за нею неможливо було продовжувати переслідування.
Далі в романі розповідається про появу бузкового кристалу та початок його вивчення. При дослідженнях древніх цивілізацій Паутоо археологи виявили надміцну тканину невідомого походження, схожу на парчу або шовк, проте вона складалась із волокон кремнію. Окрім цього на островах часто знаходили сліди кремнійорганічних сполук, легенди про виникнення яких розповідав радянському вченому Курбатову студент з Паутоо Юсгор. Під час вивчення цих легенд радянські вчені всерйоз підтримали гіпотезу про позаземне походження тканини та кристала. Виявилось, що перші дослідження цих тканин, а також інших кремнійорганічних сполук на островах Паутоо, зробив на початку ХХ століття російський учений Вудрум. Групі дослідників вдалося виявити у підводних печерах біля одного з паутоанських островів статую місцевого божества, яка була виготовлена з матеріалу іншопланетного походження. У подальшому робота експедиції призупинилась у зв'язку із позицією власника земель, де було знайдено статую, та одночасно головного спонсора експедиції Гуна Ченснеппа, тодішнього власника хімічного концерну. Виявлена знахідка посилила національні почуття місцевого населення, яке спонукало до боротьби за своє національне визволення. Концерн Ченснеппа відмовився від подальшого фінансування експедиції на Паутоо, і вчені на свій страх і ризик вирішують самостійно продовжити вивчення знахідок. Проте подальші дослідження завершилися трагічно: при спробі проникнення до віддаленого храму на вершині гори в джунглях, де знаходились зразки кремнійорганічних сполук, загинули Вудрум із сином та низка інших членів експедиції, і лише один молодий її учасник зумів залишитися в живих та перевезти матеріали експедиції до Петербурга.
У час після проголошення частиною островів Паутоо незалежності місцеві та радянські вчені розпочинають нове вивчення кремнійорганічних сполук. У підконтрольній колишній метрополії частині островів вивчення кремнійорганіки проводять концерни Нума Ченснеппа і Отена Карта. Проте під час цих досліджень кремнійорганічна матерія виходить із-під контролю, та починає збільшуватися в розмірах та поглинати як органічну, так і неорганічну матерію. Лише завдяки спільним зусиллям учених та військових кількох країн вдається зупинити розростання кремнійорганічних сполук. Низка вчених на основі аналізу поведінки іншопланетої речовини відразу ж висловлює думку, що кремнійорганічна сполука наділена розумом. Тим часом один із членів дослідницької групи, Ару, виїжджає з країни через Австралію, та вивозить із країни ще один зразок кремнійорганічної речовини — бузковий кристал, а пізніше вже під іменем Дагір робить спробу продати кристал в Амстердамі.
Тим часом частинки кремнійорганіки перетворюються в окремі живі істоти, що займаються незрозумілою цілеспрямованою діяльністю. Їх назвали за іменем загиблого під час їх вивчення вченого Родбара родбаридами. Пізніше вони перетворились у істоти з підвищеною рухливістю, які й зуміли викрасти бузковий кристал та перенести його в пустелю Каракуми, де розпочали будівництво невідомої споруди, схожої на радіолокаційну станцію. Їх назвали за іменем молодого паутоанського вченого Юсгора юсгоридами. Учені висловили припущення, що юсгориди не є самостійними розумними істотами, а біокібернетичними організмами, які запускаються програмою, складеною на іншій планеті. Тим часом юсгориди, крім будівництва ретрансляційної станції, проникають у різні земні установи, найімовірніше з метою запису та фіксації різних проявів земного життя. Одночасно вони створили подібне до транспортного корабля, на якому є можливість транспортувати до планети, де вони були запрограмовані, навіть живих істот. Бузкові кристали стали їх основним пристроєм, який програмує тривалу міжпланетну подорож. Земні учені на мить зуміли побачити картини далекої планети з кремнійорганічним життям, яку передав їм корабель із бузковими кристалами, після чого вони самі починають мріяти про подорож на далеку планету із кремнійорганічними розумними істотами.

## Історія видання
Уперше уривок роману під назвою «Родбариди» опубліковано в альманаху «На суші й на морі» в 1962 році. У 1965 році уривок роману вже під назвою «Бузковий кристал» опублікований у журналі «Химия и жизнь». Повністю роман уперше опублікований у видавництві «Мысль» у 1965 році тиражем 150 тисяч примірників.

## Рецензії
Першу рецензію на роман під назвою «Загадка силіцієвого життя» надруковано в журналі «Нева» у № 4 за 1966 рік, її автором був відомий радянський письменник-фантаст Геннадій Гор. Іншу рецензію на роман написав також російський радянський критик-фантастикознавець Анатолій Бритиков. У своїй монографії «Російський радянський науково-фантастичний роман» він пише, що Меєрову вдався опис тривалого очікування контакту з іншопланетною цивілізацією, хоча й він виявився не таким, яким його очікувало людство, й письменник зумів винайти новий сюжет для творів про перший контакт з іншопланетною цивілізацією. Бритиков також відзначає, що хоч і роман є типовим для фантастичних творів 60-х років ХХ століття, проте Меєров зумів додати до сюжету твору досвід професійного ученого, що додало до роману психологічну правду наукового мислення.

## Переклади
Роман «Бузковий кристал» перекладений чеською мовою, та вийшов друком у 1968 році під назвою «Šeříkový krystal». у 1968 році роман також перекладений німецькою мовою, та вийшов друком під назвою «Der fliederfarbene Kristall».